# 샘 아데쿠그베
새뮤얼 아요미데 아데쿠그베(영어: Samuel Ayomide Adekugbe, 1995년 1월 16일 ~ )는 캐나다의 축구 선수로 현재 메이저 리그 사커의 밴쿠버 화이트캡스 FC에서 레프트 백으로 활동 중이다.